# Alexander Alexandrowitsch Kasakow

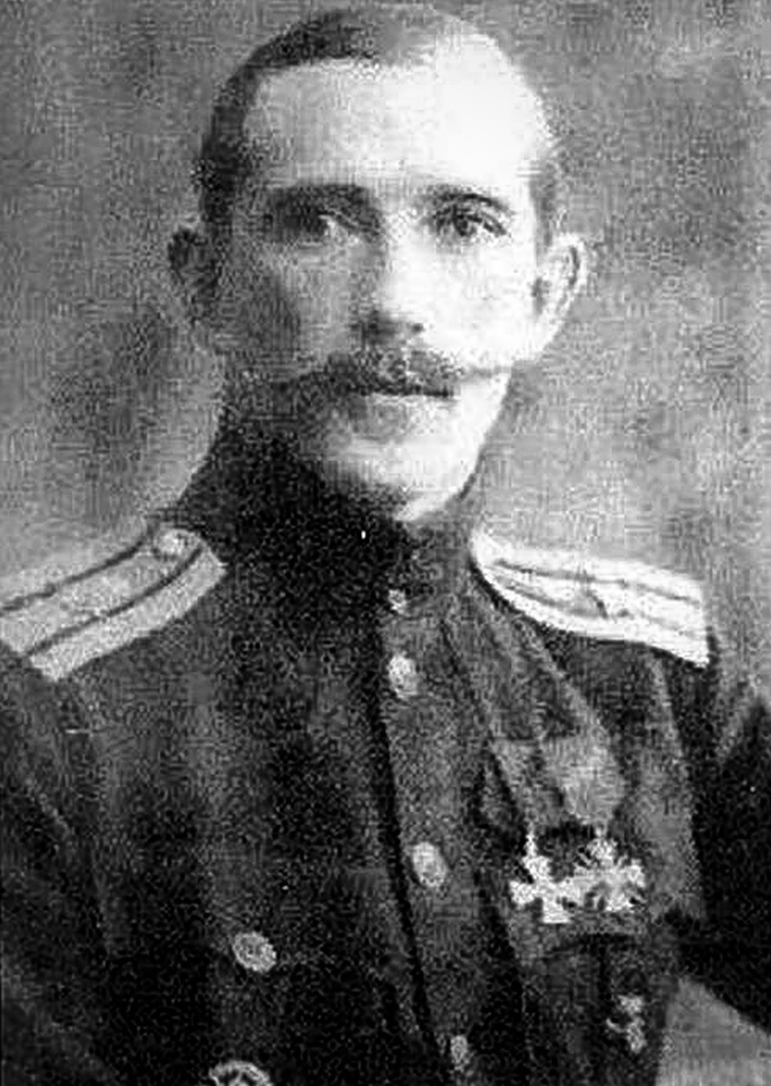
Porträtfotografie von Alexander Alexandrowitsch Kasakow, 1917

Alexander Alexandrowitsch Kasakow (russisch Александр Александрович Казаков bzw. Kosakow, Козако́в, wiss. Transliteration Ivan Aleksandrovič Kazakov; * 2. Januar 1889 im Gouvernement Cherson; † 1. August 1919 bei Beresnik, Gouvernement Archangelsk) war der erfolgreichste russische Jagdflieger des Ersten Weltkrieges.

## Leben
Geboren am 2. Januar 1889 als Sohn einer Adelsfamilie aus dem Gouvernement Cherson besuchte Kasakow ab 1908 die Kavallerieschule in Kalata und begann 1913 seine Ausbildung als Militärflieger in Gattschina/Sankt Petersburg.
Mit seinen französischen Flugzeugen der Typen Morane-Saulnier, SPAD A, Nieuport 11 und Nieuport 17 erzielte er die meisten Luftsiege innerhalb der Kaiserlich-Russischen Fliegertruppe. Er errang 17 offiziell anerkannte und 15 weitere nicht bestätigte Luftsiege über deutsche und österreichisch-ungarische Flugzeuge; bestätigt wurden damals nur Luftsiege über Flugzeuge, die diesseits der russischen Linien abstürzten oder zur Landung gezwungen wurden.
Am 19. März 1915 rammte Kasakow erfolgreich ein Feindflugzeug und folgte damit dem Vorbild von Pjotr Nikolajewitsch Nesterow, der bei einer solchen Attacke 1914 das Leben verloren hatte.
Zwischen 1915 und 1917 kämpfte Kasakow als Führer der 19. Staffel, die dem XIX. Armeekorps unterstellt war, an der galizischen und der rumänischen Front und nahm als Kommandeur des 1. Luftkampfgeschwaders an der Brussilow-Offensive teil. Am 29. Juli 1916 erzielte er seinen dritten Abschuss.
Alexander Alexandrowitsch Kasakow erhielt 18 Auszeichnungen und Orden, darunter auch das britische Distinguished Service Order, das britische Military Cross und wurde zum Mitglied der französischen Ehrenlegion ernannt.
Im Russischen Bürgerkrieg kämpfte Kasakow im Slawo-Britischen Expeditionskorps, das von Archangelsk aus operierte, gegen die Flieger der Bolschewiki.
Am 1. August 1918 wurde Kasakow zum Major der Royal Air Force ernannt und übernahm das Kommando über die Fliegerabteilung der Legion, die mit Sopwith Camels ausgerüstet war.
Nach dem britischen Rückzug setzte Kasakow seinen Widerstand an der Seite der Weißen Armee fort. Am 1. August 1919 kam er bei einer Flugvorführung ums Leben; viele Zeugen behaupteten, er habe angesichts der verzweifelten Kriegssituation den Freitod gesucht.